# 山田信之介
山田 信之介（やまだ しんのすけ）は、東京都出身の美容師、ヘアメイクアーティスト。

## 来歴
東京都板橋区生まれ。資生堂美容技術専門学校卒業後、株式会社クリエイティブマイク入社。サロンスキル、メイクスキルを修得後、渡英。　
1995年hair&makeup office animus.inc設立。2004年原宿に「animus hair salon」オープン。2008年原宿にエステティックサロン「animus a la mode」オープン。2010年株式会社アニムスディレト設立（店舗業務分社化）。オリジナルブランド「ALLWANT」プロデュース。
一般社団法人ジャパンビューティ海外推進協会理事。学校法人資生堂学園評議員。資生堂学園校友会会長。日本化粧品検定協会特別顧問。